# Cantonul Aniane
Cantonul Aniane este un canton din arondismentul Lodève, departamentul Hérault, regiunea Languedoc-Roussillon, Franța.

## Comune
- Aniane (reședință)
- Argelliers
- La Boissière
- Montarnaud
- Puéchabon
- Saint-Guilhem-le-Désert
- Saint-Paul-et-Valmalle